# Sench Èli
Sench Eli [sen'tsheli] (Mas-Saint-Chély en francés, antigament Saint-Chély-du-Tarn) és un municipi del cantó de Santa Enimia, del departament francès del Losera a la regió d'Occitània.